# クレイグ・バーリー
クレイグ・ウィリアム・バーリー （Craig William Burley, 1971年9月24日 - ）は、スコットランド、エア出身の元サッカー選手。現役時代のポジションはMFだがDFもこなした。スコットランド代表の監督を務めたジョージ・バーリーは甥にあたる。
現役時代は、チェルシー、セルティック、ダービー・カウンティ、ダンディー、プレストン・ノースエンド、ウォルソールでプレーした。

## 来歴
イングランドのチェルシーでキャリアをスタートさせ、グレン・ホドルやルート・フリット監督の下で1996-97シーズンのFAカップ優勝などに貢献する。1997年にセルティックに移籍。1997-98シーズンにはクラブの9年ぶりのスコティッシュ・プレミアリーグ制覇に貢献すると共に、ライバルであるレンジャーズの10連覇を阻止し、SPWA最優秀選手に選ばれるなど活躍する。
1999年にイングランドのダービー・カウンティに移籍するが、怪我やチームの降格の影響もあり、2003年にダンディーに移籍する。その後、プレストン・ノースエンド、ウォルソールでプレーし現役を引退した。
スコットランド代表としては1996年のEURO96、1998年のW杯フランス大会に出場し、W杯のノルウェー戦ではゴールを決めたが、モロッコ戦では退場処分を受けている。
引退後は解説者を務めている。

## 代表歴

### 出場大会
- スコットランド代表
  - 1998 FIFAワールドカップ

### 試合数
- 国際Aマッチ 46試合 3得点（1995年-2003年）[1]

| スコットランド代表 | 国際Aマッチ | 国際Aマッチ |
| 年                 | 出場        | 得点        |
| ------------------ | ----------- | ----------- |
| 1995               | 5           | 0           |
| 1996               | 10          | 0           |
| 1997               | 8           | 0           |
| 1998               | 6           | 3           |
| 1999               | 7           | 0           |
| 2000               | 4           | 0           |
| 2001               | 5           | 0           |
| 2002               | 0           | 0           |
| 2003               | 1           | 0           |
| 通算               | 46          | 3           |